# Polycelis oculimarginata
Polycelis oculimarginata és una espècie de triclàdide planàrid que habita l'aigua dolça de Nova Guinea.